# Gigi Ghò

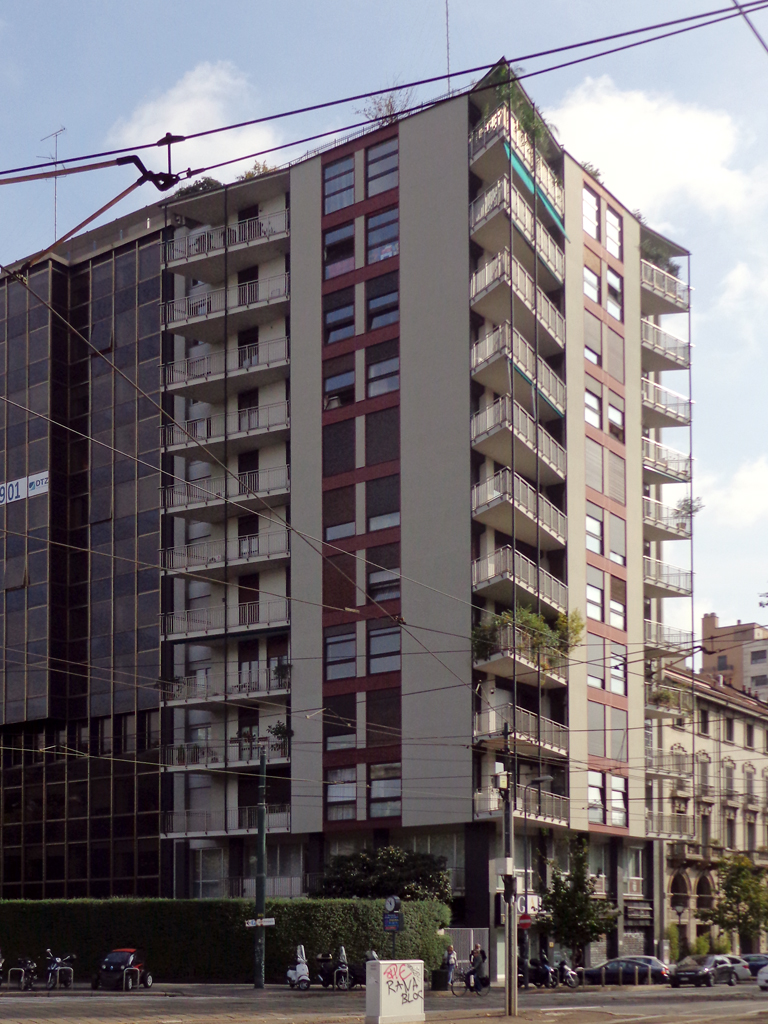
Condominio in piazza della Repubblica a Milano (1955-56)

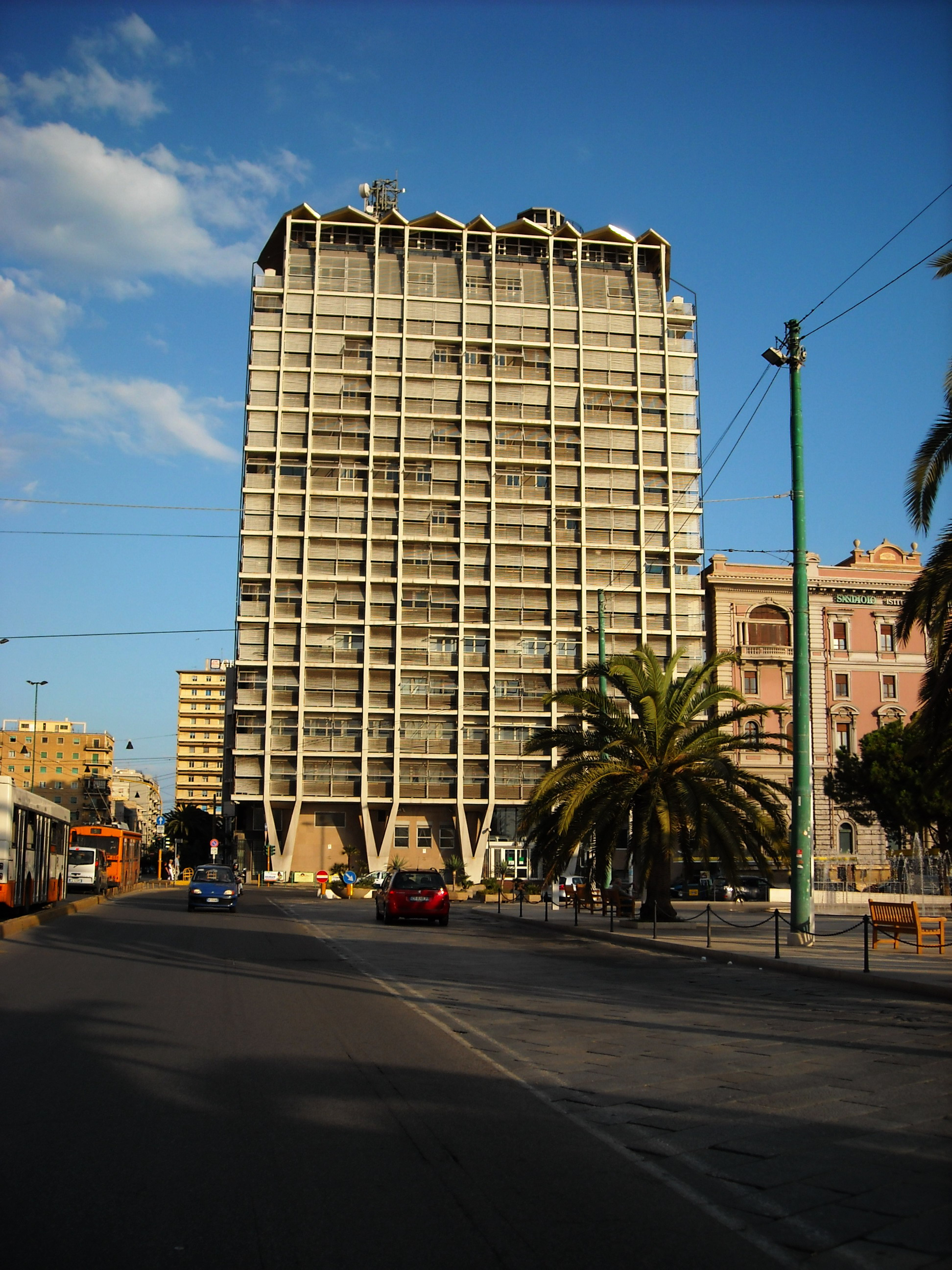
Palazzo ENEL a Cagliari (1957-61)

Gianluigi Ghò, detto Gigi (Milano, 19 dicembre 1915 – 23 giugno 1998), è stato un architetto e ingegnere italiano.

## Biografia
Nato a Milano nel 1915 da Cesare Ghò e Pasqualina Mottino, si avvicinò al mondo dell'ingegneria grazie al padre, perito industriale edile, e al nonno paterno Luigi, ingegnere e architetto.
Si laureò al Politecnico in Ingegneria civile nel 1940, anno in cui venne richiamato nell'esercito, per poi congedarsi nel 1944. 
Dopo un periodo di lavoro presso lo studio di Gio Ponti, con il quale maturerà un rapporto di amicizia che durerà per tutta la vita, aprì un suo studio nel 1946. Nel 1948 ottenne anche la laurea in Architettura, sempre presso il Politecnico di Milano. Si sposò con Rossana Brambilla. 
La sua carriera si sviluppò prevalentemente nel capoluogo lombardo. Tra le sue maggiori opere realizzate al di fuori della Lombardia si possono notare la Sede per la Società Elettrica Sarda poi ENEL (1957-1961, Cagliari), l'Istituto San Marco oggi Accademia della Guardia di Finanza (1960-1972, Bergamo) e l'ex-Stabilimento Kodak (1975, Marcianise). 
Collaborò anche con artisti quali Lucio Fontana e Fausto Melotti.

## Opere principali

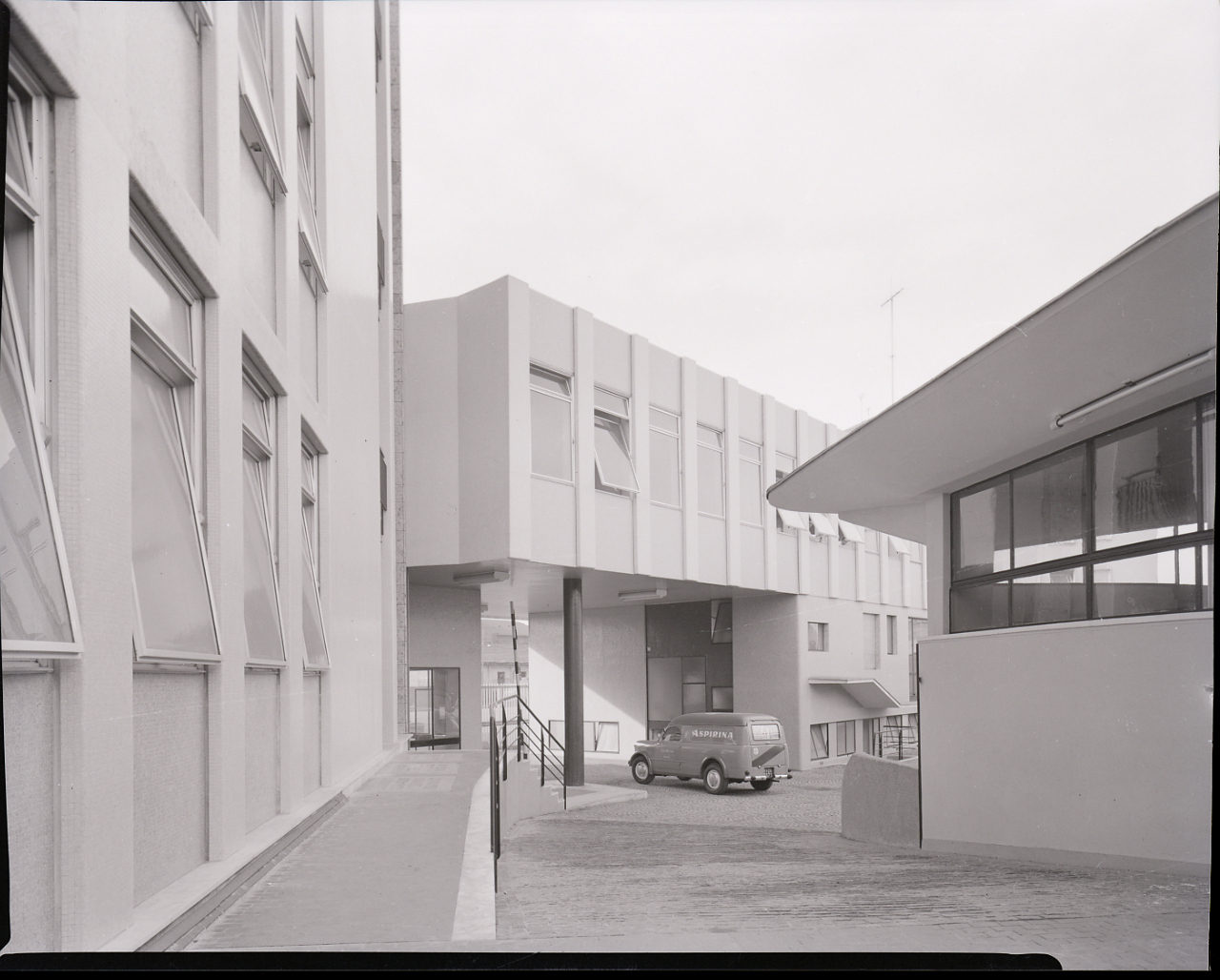
Complesso per uffici, poi Sede Bayer in viale Certosa 130 a Milano, 1956-1957. Foto di Paolo Monti, 1965

- 1948 Casa M. e P. in via De Alessandri a Milano
- 1949-52 Sede della Torcitura Borgomanero in via Solferino 40 e via San Marco 33 a Milano (con Aldo Favini)
- 1951 Edificio per abitazioni in via Sant'Antonio Maria Zaccaria 3 a Milano
- 1951 Edificio per abitazioni al Quartiere Harar-Dessiè in via Harar 3 a Milano (con Gio Ponti)
- 1955-56 Edificio per abitazioni e negozi in piazza della Repubblica 12 a Milano
- 1955 Complesso per uffici, poi Sede Bayer in viale Certosa 130 a Milano (modificato nel 1967 e nel 1976)
- 1956-57 Edificio per abitazioni, uffici e negozi in via Legnano 4-8 a Milano
- 1957-61 Sede della Società Elettrica Sarda in piazza Amendola 1 e viale Cristoforo Colombo a Cagliari
- 1958 Edificio per abitazioni in via San Calocero 2-4 a Milano
- 1960-67 Edificio E.C.A. per abitazioni e negozi, viale Brianza 23, via Macchi 70, 72, Milano (con arch. L. Caluzzi e arch. E. Veronelli)
- 1960-72 Istituto San Marco, oggi Accademia della Guardia di Finanza in via Statuto 21 a Bergamo (con Aldo Favini)
- 1960 (?) Villa a Ischia
- 1960 Edificio per abitazioni in via Sant'Aquilino 5 a Milano
- 1961 Villa sulla costa ligure
- 1961 Stabilimento industriale per biciclette in piazzale Bozzi 1 a Legnano
- 1961 Complesso industriale Kodak in via Matteotti 62 a Cinisello Balsamo (modificato nel 1967, 1981 e 1988)
- 1962 Villaggio montano a Maggio di Valsassina
- 1962 Edificio per abitazioni e negozi in via Macchi 70-72 a Milano
- 1962 Edificio per abitazioni in via Monte Generoso 4 a Milano
- 1963 Complesso per abitazioni e negozi De Angeli Frua in piazza De Angeli 1 e via Frua 14 a Milano
- 1964 Depositi per un'impresa edile a Mazzo di Rho
- 1965 Edificio per uffici in piazza della Repubblica 16 a Milano
- 1970 Edificio per uffici e negozi in via Vittor Pisani 16 a Milano
- 1971 Villa a Conca dei Marini
- 1975 Complesso industriale Kodak a Marcianise
- 1975 Villa in montagna a Planpincieux presso Courmayeur
- 1977 Edicola funeraria al cimitero di Viadana
- 1978 Stabilimento industriale a Cavenago Brianza
- 1986 Edifici per abitazioni, uffici e laboratori in via Valla 16 a via Palmieri 74 a Milano (con P. Valeriani)
- 1986 Laboratori di ricerca e produzione per un'industria farmaceutica a Quinto de' Stampi
- 1993 Villa a Lampedusa[5]